# Radical 164
El radical 164, representado por el carácter Han 酉, es uno de los 214 radicales del diccionario de Kangxi. En mandarín estándar es llamado 酉部, (yǒu bù); en japonés es llamado 酉部, ゆうぶ (yūbu), y en coreano 유 (yu). En los textos occidentales es conocido como radical «alcohol» o radical «vino».
El radical 164 aparece en la mayoría de los casos en el lado izquierdo de los caracteres que clasifica (por ejemplo, en 酊). En algunas ocasiones aparece en la parte inferior (por ejemplo, en 酓).
Los caracteres clasificados bajo el radical «alcohol» suelen tener significados relacionados con el alcohol, con la fermentación o con sustancias químicas relacionadas con este proceso. Como ejemplo de lo anterior se encuentran: 酐, ‘anhídrido’; 酔, ‘ebriedad’; 酵, ‘levadura’.
El carácter 酉 se utiliza en la actualidad para representar el signo del gallo en el zodiaco chino.

## Nombres populares
- Mandarín estándar: 酉字旁, yǒu zì páng, ‘carácter «unitario» en un lado’.
- Coreano: 닭유부, dalk yu bu, ‘radical yu-gallo’.
- Japonés:　酉偏（とりへん）, torihen, ‘«gallo» en el lado izquierdo del carácter’;[1] 日読みの酉（ひよみのとり）, hiyomi no tori, ‘gallo del zodiaco’.
- En occidente: radical «alcohol»; radical «vino».

## Galería
| Estilos antiguos                                 | Estilos antiguos                  | Estilos antiguos                        | Estilos antiguos                   | Estilos antiguos                   | Estilos empleados actualmente       | Estilos empleados actualmente  | Estilos empleados actualmente    | Estilos empleados actualmente   | Estilos empleados actualmente  |
|                                                  |                                   |                                         |                                    |                                    |                                     | 酉                             | 酉                               |                                 |                                |
| 甲骨文 jiǎgǔwén (escritura de huesos oraculares) | 金文 jīnwén (escritura de bronce) | 简帛 jiǎnbó (escritura de bambú y seda) | 篆文 zhuànwén (escritura de sello) | 篆文 zhuànwén (escritura de sello) | 隸書 lìshū (estilo de los escribas) | 楷書 kǎishū (estilo regular)   | 楷書 kǎishū (estilo regular)     | 行書 xǐngshū (estilo corriente) | 草書 cǎoshū (estilo de hierba) |
| 甲骨文 jiǎgǔwén (escritura de huesos oraculares) | 金文 jīnwén (escritura de bronce) | 简帛 jiǎnbó (escritura de bambú y seda) | 大篆 dàzhuàn (sello grande)        | 小篆 xiǎozhuàn (sello pequeño)     | 隸書 lìshū (estilo de los escribas) | 繁體／繁体 fántǐ (tradicional) | 简体／簡體 jiǎntǐ (simplificado) | 行書 xǐngshū (estilo corriente) | 草書 cǎoshū (estilo de hierba) |

## Caracteres con el radical 164
| trazos | carácter                                  |
| ------ | ----------------------------------------- |
| + 0    | 酉                                        |
| + 2    | 酊 酋                                     |
| + 3    | 酌 配 酎 酏 酐 酑 酒                      |
| + 4    | 酓 酔 酕 酖 酗 酘 酙 酚 酛 酜 酝 酞       |
| + 5    | 酟 酠 酡 酢 酣 酤 酥                      |
| + 6    | 酦 酧 酨 酩 酪 酫 酬 酭 酮 酯 酰 酱       |
| + 7    | 酲 酳 酴 酵 酶 酷 酸 酹 酺 酻 酼 酽 酾 酿 |
| + 8    | 醀 醁 醂 醃 醄 醅 醆 醇 醈 醉 醊 醋 醌    |
| + 9    | 醍 醎 醏 醐 醑 醒 醓 醔 醕 醖 醗          |
| + 10   | 醘 醙 醚 醛 醜 醝 醞 醟 醠 醡 醢 醣 醤    |
| + 11   | 醥 醦 醧 醨 醩 醪 醫 醬                   |
| + 12   | 醭 醮 醯 醰 醱                            |
| + 13   | 醲 醳 醴 醵 醶 醷 醸                      |
| + 14   | 醹 醺 醻                                  |
| + 16   | 醼                                        |
| + 17   | 醽 醾 醿 釀                               |
| + 18   | 釁 釂                                     |
| + 19   | 釃 釄                                     |
| + 20   | 釅                                        |